# William Proby
William Allen Proby, Lord Proby (19 juin 1779 - 6 août 1804) est un officier britannique de la Royal Navy et un homme politique whig.

## Famille
Fils aîné de John Proby (1er comte de Carysfort) et de sa première épouse Elizabeth Osbourne, il fait ses études à la Rugby SchoolWarwickshire, à partir de 1788. À partir de 1789, année de la création de son père comme comte de Carysfort, dans la pairie d'Irlande, William Proby est appelé Lord Proby.

## Service de la marine royale
Il entre dans la Royal Navy et est promu rapidement, probablement en raison de l'influence de sa famille. En décembre 1797, alors qu'il sert à la station de Lisbonne, il est provisoirement nommé commandant du HMS Emerald. En 1798, il est promu capitaine de vaisseau à l'âge de 19 ans, après avoir également commandé le navire de guerre Tarleton et le sloop Peterel. Il devint capitaine de la Danaé et subit une mutinerie le 14 mars 1800. Quarante membres de l'équipage s'emparèrent du navire au large du Conquet, près de Brest. La mutinerie semble avoir été causée par le fait que la Danae est surchargée de marins français et américains recrutés à contrecœur et peut-être par une approche plutôt laxiste en matière de discipline,. Après avoir enfermé l'équipage loyal sous le pont, les mutins cèdent le navire à la corvette française Colombe, qui envoie une équipe à bord. Lord Proby rend le navire avec les mots "À la nation française, mais pas aux mutins". Lui et les membres loyaux de son équipage sont échangés sur parole, après avoir bénéficié d'un traitement de faveur de la part des autorités françaises.
Il prend le commandement d'Amelia en avril 1802 et, en mai, se rend à Cork, Waterford et Dublin pour y débarquer 150 marins. L'été est consacré à la lutte contre les passeurs entre Berry Head et Mount's Bay et à la fin du mois d'août, Amelia navigue pour Den Helder avec des troupes néerlandaises démobilisées du service britannique. Amelia est basée à Portsmouth pendant la majeure partie de 1803, naviguant vers Jersey et les Downs et bloquant les ports néerlandais. Proby capture un chasse-marée français le 23 mai et le 11 août le Corsaire Alert.
Amelia est déployée à la station des îles Sous-le-Vent, connue à l'époque pour ses maladies. Lord Proby meurt de Fièvre jaune au Suriname en août 1804, à l'âge de 25 ans, alors qu'il commande la frégate. Il est enterré dans une chambre forte de la cathédrale Saint-Michel, à Bridgetown, à la Barbade, où une tablette enregistre son décès.

## Député
Il représente Buckingham à la Chambre des communes en tant que whig de 1802 jusqu'à son décès en 1804. Son frère cadet, John Proby (2e comte de Carysfort), lui succède comme député de Buckingham.